# Brescia
Brescia je mesto v regiji Lombardiji in je hkrati glavno mesto istoimenske pokrajine.
Mesto je drugo največje v Lombardiji (za Milanom) in ima okoli 200.000 prebivalcev. 
Je tudi tretje največje italijansko industrijsko središče; industrija temelji na strojni industriji (strojništvo, avtomobilska industrija, mehanska orodja,...). Zaradi bližine Gardskega jezera in Iseo ter Alp je tudi priljubljeno turistično mesto.
Že v antiki je tu stalo mesto 'Brixia'.
V Brescii je prebival tudi lord Byron.